# Quận Bell, Kentucky
Quận Bell là một quận thuộc tiểu bang Kentucky, Hoa Kỳ.
Quận này được đặt tên theo Joshua Fry Bell, nhà lập pháp Kentucky (1862–1867). Theo điều tra dân số của Cục điều tra dân số Hoa Kỳ năm 2000, quận có dân số 30.006 người. Quận lỵ đóng ở Pineville, Kentucky.

## Địa lý
Theo Cục điều tra dân số Hoa Kỳ, quận có diện tích km2, trong đó có km2 là diện tích mặt nước.

## Thông tin nhân khẩu
Theo điều tra dân 2 năm 2000 của Cục điều tra dân số Hoa Kỳ, quận đã có dân số có 30.060 người, 12.004 hộ gia đình, và 8.522 gia đình sống trong quận hạt. Mật độ dân số là 83 trên một dặm vuông (32 / km2). Có 13.341 đơn vị nhà ở mật độ trung bình là 37 trên một dặm vuông (14 / km2). Cơ cấu chủng tộc của dân cư sinh sống trong quận này bao gồm 96,02% người da trắng, 2,40% da đen hay Mỹ gốc Phi, 0,25% người Mỹ bản xứ, 0,35% châu Á, Thái Bình Dương 0,03%, 0,12% từ các chủng tộc khác, và 0,83% từ hai hoặc nhiều chủng tộc. 0,65% dân số là người Hispanic hay Latino thuộc một chủng tộc nào.
Có 12.004 hộ, trong đó 31,90% có trẻ em dưới 18 tuổi sống chung với họ, 51,00% là đôi vợ chồng sống với nhau, 15,70% có nữ hộ và không có chồng, và 29,00% là không lập gia đình. 26,80% hộ gia đình đã được tạo ra từ các cá nhân và 11,40% có người sống một mình 65 tuổi hoặc lớn tuổi hơn. Cỡ hộ trung bình là 2,44 và cỡ gia đình trung bình là 2,95.
Sự phân bố tuổi là 24,40% dưới độ tuổi 18,% 9,00 18-24, 28,70% 25-44, 24,20% từ 45 đến 64, và 13,70% từ 65 tuổi trở lên người. Độ tuổi trung bình là 37 năm. Đối với mỗi 100 nữ có 91,60 nam giới. Đối với mỗi 100 nữ 18 tuổi trở lên, đã có 88,00 nam giới.
Thu nhập trung bình cho một hộ gia đình trong quận đã đạt mức USD 19.057, và thu nhập trung bình cho một gia đình là USD 23.818. Phái nam có thu nhập trung bình USD 24.521 so với 19.975 USD của phái nữ. Thu nhập bình quân đầu người của dân cư quận là 11.526 USD. Có 26,70% gia đình và 31,10% dân số sống dưới mức nghèo khổ, bao gồm 42,00% những người dưới 18 tuổi và 21,80% của những người 65 tuổi hoặc hơn.